# 桑德拉·基里亚西斯
桑德拉·基里亚西斯（德語：Sandra Kiriasis，1975年1月4日—），德国女子雪车运动员。她曾代表德国参加2002年、2006年、2010年和2014年冬季奥林匹克运动会雪车比赛，获得一枚金牌和一枚银牌。